# Vállkő

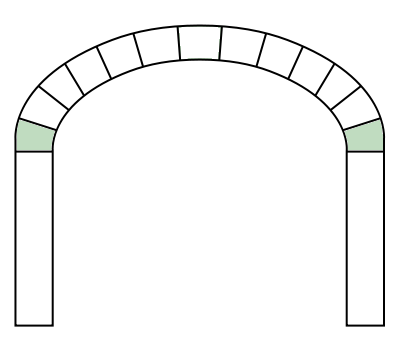

A vállkő faragott kőből készített boltvánkos, a pillér és a ránehezedő épületelemek közötti tartóelem.